# Quatre Bras (Baarn)
Quatre Bras is een rijksmonument aan de Stationsweg in Baarn in de provincie Utrecht.
De villa bij de Pekingtuin kreeg haar naam door de ligging bij een kruispunt van vier wegen: Stationsweg met de Leestraat en Oranjestraat. Door de uitspringende ingang wordt de indruk van een toen gewekt. Quatre Bras is royaal voorzien van pleisterdecoraties. Opvallend zijn ook de trapgevel en het oeil-de-boeuf. Het is in neo-renaissancestijl gebouwd in 1897 voor de weduwe van W. Stoop uit Amsterdam die sinds 1889 villa Mes Délices aan de Laanstaat in Baarn bewoonde. De gemeente Baarn liet Mes Délices in 1906 slopen voor het huidige Gemeentehuis van Baarn. Quatre Bras werd door de gemeente aangekocht in 1959 en werd het onderkomen voor de Sociale Dienst. Vervolgens werd het onder andere een onderkomen voor een uitgever en een adviesbureau. In 2014 werd het opnieuw verkocht, ditmaal als kantoor.
De Stationsweg loopt van het treinstation naar de Brink. In het deel bij het station staan nieuwere landhuizen en serviceflats. Het oudere noordelijke deel heette vroeger Achter de Kerk en loopt langs de Pekingtuin.